# Sam Sanna
Sam Sanna (Lourdes, 8 marzo 1999) è un calciatore francese, centrocampista del Laval.

## Caratteristiche tecniche
Gioca principalmente davanti alla difesa con compiti di regista, ma può agire anche largo sulla fascia.

## Carriera
Sanna è cresciuto nelle giovanili del Tolosa ed ha firmato il suo primo contratto professionistico il 14 giugno 2020. Il 29 agosto 2020 ha debuttato in prima squadra nell'incontro di Ligue 2 perso 5-3 contro il Grenoble.
Dopo aver vinto la Ligue 1 2021-2022, nel mercato estivo del 2022 è stato ceduto in prestito per una stagione al Laval. Il 3 luglio 2023 il trasferimento è divenuto definitivo.

## Statistiche
aggiornato al 25 febbraio 2024
| Stagione        | Squadra         | Campionato      | Campionato | Campionato | Coppe nazionali | Coppe nazionali | Coppe nazionali | Coppe continentali | Coppe continentali | Coppe continentali | Altre coppe | Altre coppe | Altre coppe | Totale | Totale | Totale |
| Stagione        | Squadra         | Comp            | Pres       | Reti       | Comp            | Pres            | Reti            | Comp               | Pres               | Reti               | Comp        | Pres        | Reti        | Pres   | Reti   |        |
| --------------- | --------------- | --------------- | ---------- | ---------- | --------------- | --------------- | --------------- | ------------------ | ------------------ | ------------------ | ----------- | ----------- | ----------- | ------ | ------ | ------ |
| 2018-2019       | Tolosa 2        | N3              | 17         | 1          |                 | -               | -               |                    | -                  | -                  |             | -           | -           | 17     | 1      |        |
| 2019-2020       | Tolosa 2        | N3              | 15         | 2          |                 | -               | -               |                    | -                  | -                  |             | -           | -           | 15     | 2      |        |
| 2021-2022       | Tolosa 2        | N3              | 5          | 0          |                 | -               | -               |                    | -                  | -                  |             | -           | -           | 5      | 0      |        |
| 2020-2021       | Tolosa          | L2              | 21+1       | 0          | CF              | 4               | 0               |                    | -                  | -                  |             | -           | -           | 26     | 0      |        |
| 2021-2022       | Tolosa          | L2              | 14         | 0          | CF              | 4               | 0               |                    | -                  | -                  |             | -           | -           | 18     | 0      |        |
| 2022-2023       | Laval           | L2              | 21         | 1          | CF              | 1               | 0               |                    | -                  | -                  |             | -           | -           | 22     | 1      |        |
| 2023-2024       | Laval           | L2              | 26         | 1          | CF              | 4               | 1               |                    | -                  | -                  |             | -           | -           | 30     | 2      |        |
| Totale carriera | Totale carriera | Totale carriera | 120        | 5          |                 | 13              | 1               |                    | -                  | -                  |             | -           | -           | 133    | 6      |        |

## Palmarès

### Club

#### Competizioni nazionali
- Ligue 2: 1

Tolosa: 2021-2022